# Tamás Iváncsik
Dans le nom hongrois Iváncsik Gergő, le nom de famille précède le prénom, mais cet article utilise l’ordre habituel en français Gergő Iváncsik, où le prénom précède le nom.
Tamás Iváncsik, né le 3 avril 1983 à Győr, est un ancien handballeur hongrois. Il est le frère cadet de Gergő Iváncsik.

## Carrière
Tamás Iváncsik a commencé à jouer au handball dans le club de sa ville natale, le Győri ETO FKC. Tamás fait ses débuts en équipe première en 1999 où il joua pendant un an avec son frère Gergő Iváncsik puisque ce dernier rejoint le Veszprém KSE en 2000. Avec l'équipe première du Győri ETO FKC, Tamás atteint les plays-offs du championnat hongrois en 2003.
Puis il change de club et part pour le Tatabánya Carbonex KC où là aussi il atteint les play-offs à deux reprises décrochant même un ticket européen pour la Coupe EHF 2004-2005, une première expérience pour Tamás. Car après avoir battu les luxembourgeois du HB Esch, première rencontre européenne pour Tamás, le club se fait éliminer au troisième tour par le club français de l'Dunkerque HGL. Lors de la saison 2005/2006, toujours avec le Tatabánya Carbonex KC, Tamás Iváncsik connait son deuxième parcours européen où lui et son club atteigne une nouvelle fois le troisième tour de la Coupe EHF puisqu'ils sont éliminés par les suisses du Wacker Thoune.
Tamás quitte le Tatabánya Carbonex KC en 2006 pour rejoindre la formation du Dunaferr HK où il n'y resta qu'une saison avant de rejoindre son frère au Veszprém KSE. Il rejoint donc cette formation considérée comme une des meilleures d'Europe, avec laquelle il remporte sept fois le championnat de Hongrie, six Coupes de Hongrie et remporte au niveau européen la Coupe des coupes en 2008 au détriment des allemands du Rhein-Neckar Löwen, année où Tamás est élu meilleur handballeur de l'année en Hongrie.

## Palmarès

### En club
Compétitions internationales
- Vainqueur de la Coupe des coupes (1) : 2008
- Finaliste de la Supercoupe de l'EHF (1) : 2008

Compétitions nationales
- Vainqueur du Championnat de Hongrie (7) : 2008, 2009, 2010, 2011, 2012, 2013, 2014
- Vainqueur de la Coupe de Hongrie (6) : 2009, 2010, 2011, 2012, 2013, 2014

## Distinction
- Élu meilleur handballeur de l'année en Hongrie en 2008